# Franz Feldmann

Franz Feldmann

Franz Feldmann (* 30. Januar 1868 in Schwerin; † 15. August 1937) war ein deutscher Politiker der SPD.

## Leben und Wirken
Nach dem Besuch der Volksschule absolvierte Feldmann in Schwerin eine Buchbinderlehre, die er 1886 mit der Gesellenprüfung abschloss. Im Jahr 1887 trat er sowohl einer freien Gewerkschaft wie auch der Sozialistischen Arbeiterpartei Deutschland (Vorläuferorganisation der SPD) bei. Von 1889 bis 1891 war er Mitglied im Vorstand des sozialdemokratischen Wahlverein für den Wahlkreis Berlin I. Von 1891 bis 1933 war Feldmann Geschäftsführer und Redakteur des Proletarier aus dem Eulengebirge in Oberlangenbielau und war dort auch Vorsitzender der SPD. Dort war er auch von 1906 bis 1933 Gemeinderat beziehungsweise Stadtverordneter. Nach 1924 war er Stadtverordnetenvorsteher. Von 1912 bis 1918 gehörte Feldmann dem Reichstag für den Wahlkreis Regierungsbezirk Breslau 9 (Striegau – Schweidnitz) an. Wegen seiner politischen Überzeugung erhielt er vor 1914 zahlreiche Strafen. Insgesamt saß Feldmann mehr als drei Jahre im Gefängnis.
Während der Novemberrevolution war er in Reichenbach-Langenbielau Mitglied des Vollzugsrates des dortigen Arbeiter- und Soldatenrates. 1919/20 war er Mitglied der Weimarer Nationalversammlung. Anschließend war er bis 1930 erneut Reichstagsabgeordneter.